# Jakob von der Specken
Jakob von der Specken, auch Jakob Schinheyde genannt, (* vermutlich um 1390; zuletzt urkundlich erwähnt 1456) war Drost der Grafschaft Oldenburg.

## Leben
Über Jakob von der Speckens genaue Herkunft und Jugend ist wenig bekannt. Das erste überlieferte Lebenszeugnis ist ein undatiertes Schreiben, das er vermutlich um 1420 als Jakob Schinheyde, des eddelen greve Mauricius droste – also bereits in seiner Funktion als Drost des oldenburgischen Grafen Moritz II. († 1420) – an die Stadt Osnabrück gerichtet hatte. Er stammte aus einer oldenburgischen, wohl in Specken (Bad Zwischenahn) im Ammerland ansässigen, Ministerialen- und Junkerfamilie.
Weitere urkundlichen Erwähnungen seit jenem Schreiben bezeugen ihn im Dienst der oldenburgischen Grafen, meist als Drost zu Oldenburg. Damit kann er als einflussreicher Beamter der Grafen gelten, der für ihre zentrale Burg, für Verwaltungsaufgaben der gesamten Grafschaft und als Ratgeber für diplomatische Missionen zuständig war.
Nach dem Tod des Nachfolgers und Mitregenten von Graf Moritz II. Graf Dietrich von Oldenburg 1440 hatte Jakob von der Specken das Drostenamt vorübergehend abgegeben oder abgeben müssen, wurde aber noch im gleichen Jahr als Mitglied des gräflichen Rates erwähnt. 1444 war er auch wieder als Drost unter Christian VII. von Oldenburg bezeugt.
1449, am Anfang seiner Regierungszeit, wurde Specken durch Christians Nachfolger Graf Gerd beschuldigt, er habe sich auf Kosten Graf Dietrichs bereichert. Der Graf entzog ihm daraufhin sein Lehnsgut Mansholt, sein Amt als Drost behielt Specken aber offenbar, da er auch 1455 noch mit diesem Titel erwähnt wurde. 1456 wurde er laut einer Urkunde des Grafen Gerd, als „unse ampthman“ in einem Grenzstreit des Klosters Hude als Richter tätig. Ein weiteres Dokument aus der Regierungszeit Gerds 1489 bezeugte ihn als „amtmann to Delmenhorst“, wo Specken auch zeitweise lebte.

## Das Oldenburger Salbuch
Specken trat als für die oldenburgische Landesgeschichte bedeutsam durch das sogenannte Oldenburger Salbuch hervor, dass er „ik Jacob von der Specken anders gheheten Schinheyde, droste to Oldenborch“ ab 1428 verfassen ließ. Das Buch enthält ein Verzeichnis aller Güter und Einkünfte der Grafen von Oldenburg in den Kirchspielen ihrer Grafschaft und der Gerechtsamen aus Teilen des von Oldenburg kontrollierten östlichen Frieslands. Es ist – von späteren Abschriften abgesehen – in zwei Handschriften aus dem mittleren 15. Jahrhundert erhalten. Eine zusätzliche Handschrift B, vermutlich um 1450 und eventuell ebenfalls von Specken beauftragt, verzeichnet auch die gräflichen Güter und Einkünfte der „herschupp van Delmenhorst“.
Mit dem Salbuch werden die weitreichenden territorialen Aufgaben Speckens als wirtschaftlicher und rechtlicher Verwalter der oldenburgischen Grafen bezeugt. Das Dokument gilt zusammen mit dem oldenburgischen Lehnsregister von 1275 als führendes Quellenwerk für herrschafts-, siedlungs-, wirtschafts-, sozial-, familien- und namensgeschichtliche Forschungen bezogen auf das Oldenburger Land des Mittelalters.